# Cañada de Agra
Cañada de Agra es una pedanía española perteneciente al municipio de Hellín, en la provincia de Albacete, dentro de la comunidad autónoma de Castilla-La Mancha.

## Datos básicos
- Su población en 2017 era de 385 habitantes, de los cuales 193 eran hombres y 192 mujeres, según el INE, con una extensión de 24 ha.
- Su economía está basada principalmente en la agricultura, con cultivo del albaricoque, brócoli, melocotón, ciruela, olivo, etc.
- Sus fiestas son el 19 de marzo teniendo como patrón a San José y desde hace unos años se realiza una pequeña procesión en su honor, junto a múltiples actividades.

## Historia
Su creación data del año 1963, cuando el Instituto Nacional de Colonización, dependiente del Ministerio de Agricultura, creado por el gobierno del dictador Francisco Franco, que estaba llevando a cabo una política de repoblación de zonas rurales, la cual se basaba en la reconversión de grandes extensiones agrícolas al cultivo de regadío, dividiéndolas y otorgando a cada colono una parcela y una vivienda, creando así estos pueblos. En este caso, el proyecto del poblado fue del arquitecto José Luis Fernández del Amo.
Hacia el año 1956, la zona del Canal de Riegos de Hellín fue declarada por el Gobierno Central zona de alto interés para la colonización agrícola.
La primera fase consistió en la transformación de 1755 ha de cultivo de secano en zonas de riego, para lo que se aumentó el caudal del canal de riego en 1000 l/s, sumándole el agua extraída de zonas subterráneas.
Esta planificación tenía en cuenta la construcción de tres poblados para el asentamiento de unas 200 familias con sus respectivos servicios, situando el de Cañada de Agra sobre terrenos pertenecientes a los hermanos Serena Guirado.
El siguiente movimiento consistió en la expropiación de dichos terrenos pertenecientes a 14 propietarios, otorgándo a los cultivadores directos y a los hacendados un lote de casa y parcela como a otros colonos, aparte de la indemnización correspondiente. Seguidamente se planeó el realojo de 97 familias afectadas por la construcción de los embalses del Cenajo y Camarillas, que eran cultivadores o aparceros de las tierras anegadas, siéndoles adjudicada una vivienda y una parcela de 5 ha.
Si no se pertenecía a alguno de los casos anteriores, los requisitos que se debían cumplir para ser colono eran: 
Acreditar un mínimo de 2 años de experiencia en la agricultura.
Ser mayor de 23 años o haber cumplido el servicio militar, y ser menor de 50 años.
Estar desprovisto de taras hereditarias o fisiológicas que imposibiliten o dificulten el desempeño del trabajo agrícola.
Poseer el certificado de escolaridad o en su defecto, la tarjeta de promoción cultural.
Demostrar unas dotes de moralidad y conducta aceptables.
Con estos simples requisitos hubo un gran número de solicitantes, muchos provenientes de varias provincias limítrofes, siendo entregados lotes iguales que los anteriormente descritos.
Aparte de los lotes para colonos, se procedió a la construcción de una serie de viviendas para obreros agrícolas. Estas viviendas eran de menor tamaño, ya que carecían de las zonas reservadas para el almacenamiento y dedicación para las labores agrícolas, aunque les correspondía un huerto de 0,5 ha para la producción necesaria del consumo familiar.
Terminada la construcción del poblado, hacia 1968, comenzaron a asentarse las primeras familias. Fue esta una época difícil para los nuevos colonos. Hay que tener en cuenta que estas tierras, en el mejor de los casos, eran cultivos de secano en las que se producía mayoritariamente esparto, siendo el resto de las mismas terreno forestal de monte bajo que jamás había sido cultivado. Por este motivo, algunos de los colonos se vieron obligados a renunciar al lote, ya que éstas no eran lo suficientemente productivas como para hacer frente a los costes.
Al tiempo que se llevaba a cabo la instalación de las familias, para apoyarles en sus labores se les dotó de un parque de vehículos a su disposición, compuesto por:
6 Tractores.
10 Motocultores.
12 Remolques.
9 Pulverizadores.
3 Coches.
38 Motocicletas.
En 1972, una vez asentadas las familias, se produjo el final de la gestión del poblado por parte del INC, pasando a hacerse cargo el Instituto de Reforma y Desarrollo Agrario (IRYDA).
Ese mismo año, el pueblo recibió la visita del entonces Ministro de Agricultura, Tomás Allende y García Baxter, el cual se reunió con la Junta de Colonos. Allí se le expuso la problemática que tenían por las dificultades para hacer frente a la situación económica debido a la insuficiente extensión de los lotes de tierra entregados. Por ello, se dispuso una ampliación que, en algunos casos, llegó a alcanzar las 10 ha. La medida también favoreció a algunos obreros los cuales aumentaron las dimensiones de sus huertos familiares pasando a ser colonos.
En la actualidad la situación económica no llega a ser demasiado fructífera viéndose muchos colonos obligados a vender sus tierras, pasando a dedicarse a otras actividades más rentables, quedando únicamente agricultores que han ampliado sus terrenos gracias a la compra de otras parcelas, para así poder hacer rentables sus cultivos.

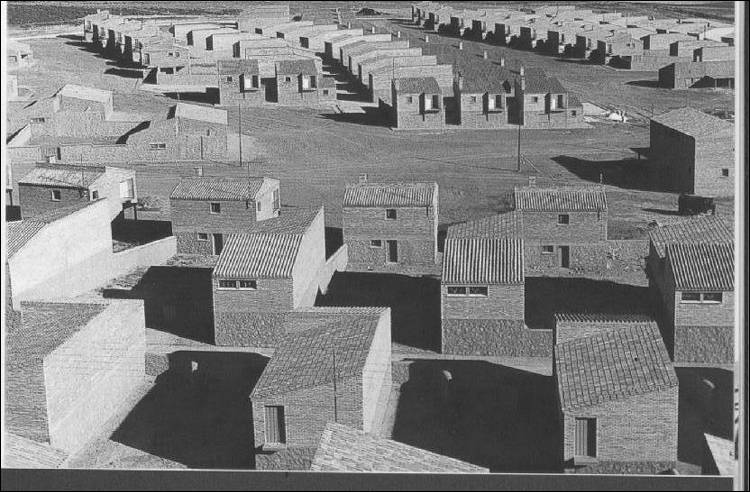
Vista del poblado de Cañada de Agra en construcción.

Las edificaciones originalmente construidas se distribuyeron de la siguiente forma:
Viviendas de colonos: 80.
Viviendas de obreros: 24.
Viviendas de profesionales: 7.
Viviendas de artesanos: 3.
Iglesia.
Centro administrativo.
Escuelas: 3.
Dispensario médico.
Edificio social.
Hermandad sindical.
Hogar rural.
En abril de 2015 la Junta de Comunidades de Castilla-La Mancha, declara el poblado de Cañada de Agra Bien de Interés Cultural con la categoría de conjunto histórico.

## Patrimonio
- Su núcleo de viviendas constituyó un símbolo de la colonización, por la originalidad de su trazado, al adaptarse a las condiciones topográficas de la ladera en la que se asienta con manzanas de casas curvilíneas, dispuestas irregularmente en medio de espacios con frondosa vegetación, mientras que los otros tienen una planimetría trazada a cordel. Fernández del Amo fue galardonado en la VI Bienal de Sao Paulo en 1961 con el Gran Premio de Arquitectura (compartido con Rafael Leoz) por los proyectos de colonización presentados.

- Su plaza porticada, núcleo central del pueblo y principal espacio colectivo proyectado, presidida por el Centro Administrativo, actualmente reconvertido en la biblioteca municipal, quedando enfrente de la zona reservada al comercio y servicios, compuesta por las 3 viviendas reservadas para artesanos. En 2005 sufrió una necesitada remodelación, teniendo lugar la retirada de un tronco ubicado en el centro el cual era usado en el típico juego de la cucaña durante las fiestas del pueblo.

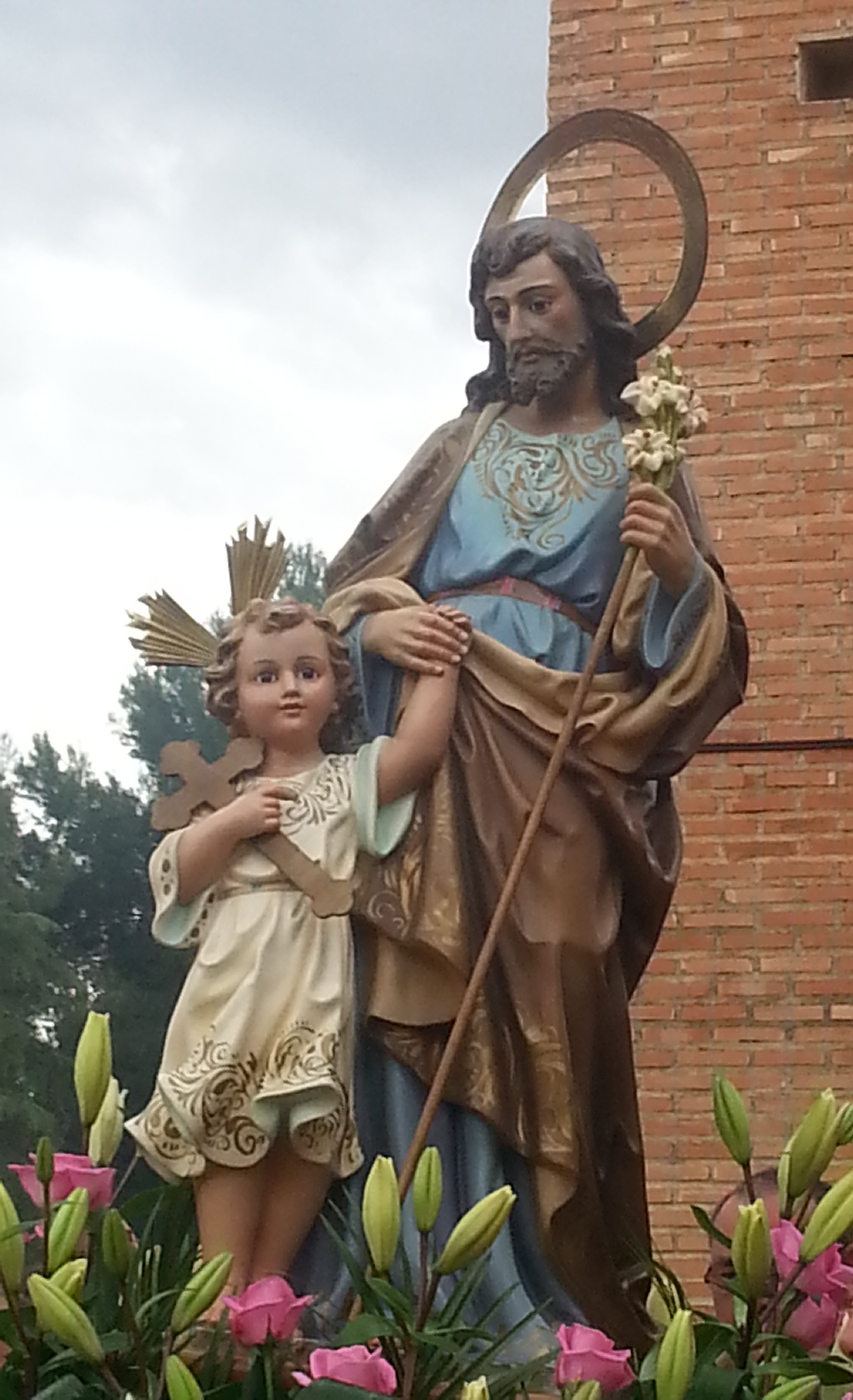
Imagen tomada al santo en la puerta de la iglesia de Cañada de Agra.

- Parroquia de San José, que gracias a su peculiar estructura, a las vidrieras traseras, así como los elementos litúrgicos del interior de este templo, propio de la primera etapa postconciliar y culminada por una torre en la que se ubicaba el campanario y un reloj, valieron al arquitecto, José Luis Fernández del Amo (1914-1995), el Premio Nacional de Arquitectura en 1967. La influencia de la iglesia de Ronchamp de Le Corbusier se ve en la planta, en la resolución de la cubierta con un falso techo interior curvado y la iluminación lateral del presbiterio a través de las vidrieras. Antonio Failde esculpió la imagen de San Isidro de piedra que se conserva en el exterior de la iglesia y de los Talleres Granda salieron la talla de madera de San José y el bajorrelieve con la representación del bautismo. Las vidrieras del presbiterio y del lateral de la nave fueron realizadas por Antonio Hernández Carpe, el cual también se ocupó de la azulejería del baptisterio y del porche, aunque del conjunto sobresale el altar con azulejos cerámicos de Arcadio Blasco.

- El parque de la fuente es una zona ajardinada de más reciente construcción, marcada por caminos que discurren entre zonas de césped los cuales van a desembocar a una fuente recubierta en piedra, la cual se fusiona con la estructura original del pueblo. Dicha fuente se encuentra completamente desatendida por parte de los servicios del Ayuntamiento por lo que lleva años sin funcionar.

## Turismo
- Zona de acampada: se encuentra en la zona alta del pueblo, con espacio para unas 200 tiendas, un bar, piscina, vestuarios, baños y duchas. Integrado en la falda de un monte y cubierto por una espesa pinada, tuvo su máximo apogeo desde la década de 1990 hasta el año 2002, gracias a una buena gestión por parte de la subcontrata al cargo, pero con el cambio de dirección y el desinterés absoluto de su mantenimiento por parte del propietario, el Ayuntamiento de Hellín, acabó en un total estado de abandono, cerrando finalmente en el año 2004. Acabando así con la principal fuente de turismo del pueblo.

## Toponimia
Su nombre es debido a una cañada que existía donde actualmente se ubica el pueblo y a una pedanía que se encuentra a 1 km de distancia llamada Agra.